# ۴۶۱ (میلادی)
۴۶۱ (میلادی) چهارصد و شصت و یکمین سال تقویم میلادی است.

## درگذشتگان
- ۷ اوت - ماژوریان، امپراتور روم غربی

‎